# Вольф-Аксель Шефер
Вольф-Аксель Шефер (нім. Wolf-Axel Schaefer; 3 березня 1911, Кіль — 9 вересня 1944, Атлантичний океан) — німецький офіцер-підводник, корветтен-капітан крігсмаріне.

## Біографія
1 квітня 1930 року вступив на флот. З серпня 1939 року — офіцер зв'язку ВМС в штабі командувача береговою обороною в Померанії. З вересня 1939 року — офіцер роти 7-го дивізіону корабельних гармат. З березня 1940 року — офіцер зв'язку ВМС в Свінемюнде, з травня 1940 року — в командному пункті на Сході. З червня 1940 року — 4-й офіцер Адмірал-штабу і офіцер зв'язку ВМС в штабі командувача ВМС у Північній Франції. З серпня 1940 року — офіцер зв'язку ВМС в Булоні. З вересня 1941 року — 4-й офіцер Адмірал-штабу в штабі німецького морського командування в Італії. В травні 1943 року переданий в розпорядження адмірала підводного флоту. В травні-жовтні пройшов курс підводника, в жовтні-грудні — командирську практику в 23-й флотилії підводних човнів. З 19 січня 1944 року — командир підводного човна U-484. 14 серпня вийшов у свій перший і останній похід. 9 вересня U-484 був потоплений в Північній Атлантиці північно-західніше Ірландії (55°45′ пн. ш. 11°41′ зх. д.) глибинними бомбами британських корвета «Портчестер Касл» і фрегата «Гелмсдейл». Всі 52 члени екіпажу загинули.

## Звання
- Кандидат в офіцери (1 квітня 1930)
- Морський кадет (10 жовтня 1930)
- Фенріх-цур-зее (1 січня 1932)
- Оберфенріх-цур-зее (1 квітня 1934)
- Лейтенант-цур-зее (1 жовтня 1934)
- Оберлейтенант-цур-зее (1 червня 1936)
- Капітан-лейтенант (1 червня 1939)
- Корветтен-капітан (1 липня 1943)

## Нагороди
- Медаль «За вислугу років у Вермахті» 4-го класу (4 роки)